# Edwin Olde Riekerink
Edwin Olde Riekerink (Hengelo, 28 september 1961) is een voormalig Nederlands profvoetballer. Vanaf 1999 is hij werkzaam als spelersmakelaar bij Soccer Vision.

## Carrière

### Voetbal
Tussen 1981 en 1994 speelde Olde Riekerink als middenvelder voor Sparta en FC Groningen. Zijn jongere broer Jan was ook profvoetballer.

### Spelersmakelaar
De Vereniging van Contractspelers (VVCS) richtte in 1999 het bureau Soccer Vision op dat ging dienen voor commerciële arbeidsbemiddeling. Edwin Olde Riekerink en Arnold Oosterveer leidden vanaf dat moment het bureau. Zij behartigen onder meer de belangen van Klaas-Jan Huntelaar, Demy de Zeeuw en Jan Kromkamp.